# Naum (rivière)
Pour les articles homonymes, voir Naum.
Naum (qui peut aussi être écrit ou prononcé Naun) est le nom ancien d'un cours d'eau de l'ancienne « grande Tartarie ». 

## Histoire
Selon l'encyclopédie de Diderot, Naun est un affluent du Songhua (en  russe : Sungari), cours d'eau qui « prend sa source au midi d'Albasiuskoi, ville des Russes ruinée, arrose le bourg auquel elle donne son nom, & finit par se joindre à Chingal, qui se décharge dans le fleuve Amur ».

On retrouve par exemple l'orthographe Naun, dans le texte suivant, de 1883 :

« Le 8 octobre il atteignit le Naun, suivit diverses rivières jusqu'à Selengisk, où il arriva le 3 mai 1677, et entra le 16 du même mois à Irkutsk. Le 7 juin il était à Jeniseisk. »